# 港灣城姬！基隆少女

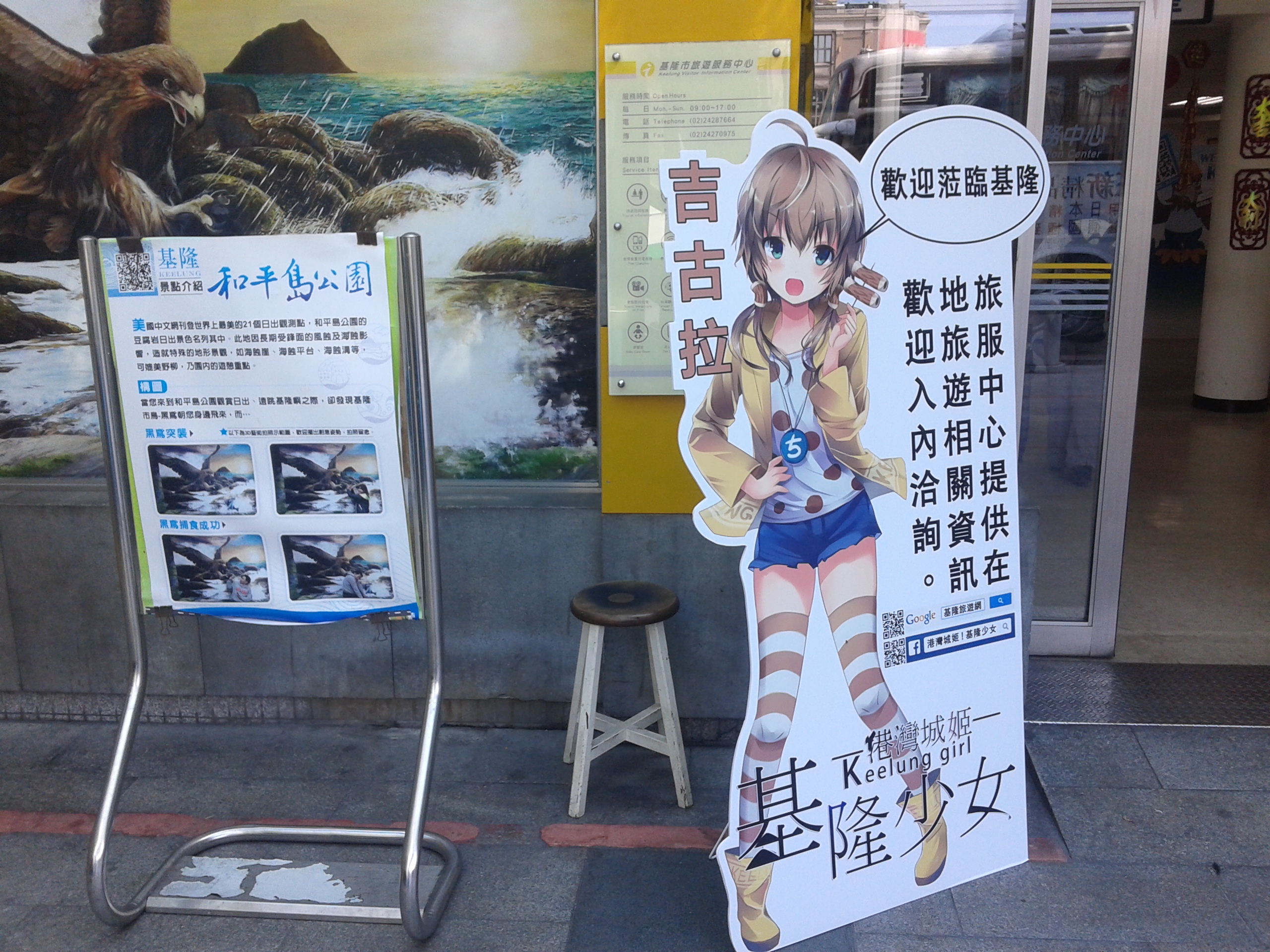
基隆市旅遊服務中心大門前，吉古拉的人形立牌

港灣城姬！基隆少女，是基隆市的吉祥物企劃案，由艾綺花園動漫工作室（今莉妲文化行銷工作室）推出，並主動向基隆市政府提案申請人物推廣及文宣擺設，而非基隆市官方吉祥物；目前包括「吉古拉」與「雨鳶」姊妹，並在基隆市旅遊服務中心大門外設立人形立牌（2016年5月時已無人形立牌）。

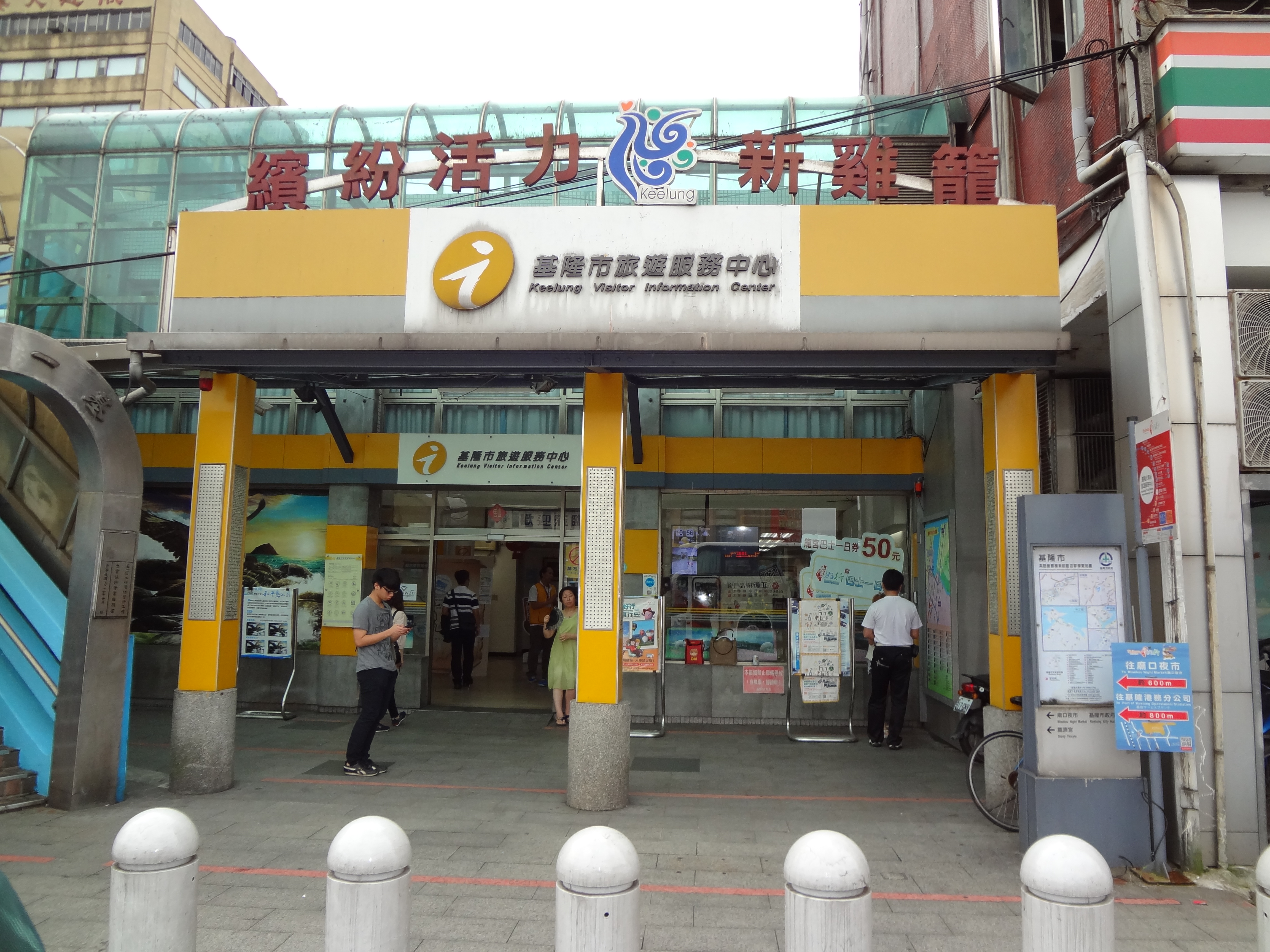
2016年5月，基隆市旅遊服務中心大門前已無人形立牌

吉古拉的命名及設計概念來自竹輪，竹輪在基隆被稱為「吉古拉」。雨鳶的命名及設計概念，來自基隆市市鳥黑鳶。而兩人設定上的各種雨具，則象徵著基隆市多雨的天氣。
2015年10月1日至10月11日，基隆市政府與莉妲文化行銷工作室首次合作舉辦臺灣女孩日宣傳活動。

## 外部連結
- 港灣城姬！基隆少女的Facebook專頁